# Heinrich von Kastilien

Wappen Heinrichs von Kastilien

Heinrich (Enrique), Infant von Kastilien, genannt El Senador, (* März 1230; † August 1304) war ein jüngerer Sohn von Ferdinand III., dem Heiligen, König von Kastilien und dessen erster Frau Beatrix von Schwaben, einer Tochter des römisch-deutschen Königs Philipp von Schwaben. Er machte sich bei der Rückeroberung (reconquista) von Sevilla (1248) einen Heldennamen, als er den Tross des Heeres mit wenigen Männern gegen eine starke maurische Übermacht erfolgreich verteidigte. Zum Dank schenkte ihm sein Vater Ferdinand große Ländereien in Andalusien. 

## Leben
Nach dem Tod Ferdinands im Jahr 1252 kam es zu Konflikten zwischen Heinrich und seinem Bruder Fadrique auf der einen Seite und dem die Regentschaft ausübenden ältesten Bruder Alfons, der ihre Besitzungen beanspruchte. Heinrich verschwor sich mit seiner Stiefmutter und begann im Oktober 1255 einen Aufstand im Südwesten. Trotz eines anfänglichen Sieges über die königlichen Truppen wurde er nahe Morón besiegt und musste das Land verlassen. Heinrich suchte mit seiner Stiefmutter Johanna von Dammartin Zuflucht in Ponthieu. Sie dürfte ihm geraten haben, seine Halbschwester Eleonore von Kastilien, die mit Eduard I. (Sohn von Heinrich III.) verheiratet war, zu besuchen.
Heinrich kam im August 1256 am englischen Hof an. Er lebte dort drei Jahre, während die diplomatischen Beziehungen zu Kastilien immer schlechter wurden. König Heinrich III. bat ihn, den englischen Hof zu verlassen. Er brach daher im Jahr 1259 zunächst nach Valencia auf, wo er um die Hand der Prinzessin Konstanze von Aragonien warb. Um sich für sie verdient zu machen, eroberte er das maurische Kleinkönigreich Niebla in der Algarve. Sein Bruder Alfons X. schickte sein Heer gegen ihn. Heinrich jedoch besiegte dessen Anführer, Nuño Gonzalez de Lara, im ritterlichen Zweikampf, musste dann Richtung Afrika segeln und wurde – gemeinsam mit seinem älteren Bruder Fadrique – Söldner beim Emir al-Mustansir in Tunis. Später verschlug es ihn nach Italien, wo er im Jahr 1266 seinem Cousin Karl I. von Anjou half, nach der Schlacht von Benevento gegen Manfred von Hohenstaufen, den Thron von Sizilien zu besteigen. Er lieh seinem Cousin große Summen Geld. Der Hauptmann des Volkes (Capitano del Popolo) Angelo Capocci, Anführer der Volkspartei, ernannte Heinrich von Kastilien zum Senator von Rom, woraus sich sein Beiname El Senador erklärt. Da Karl I. von Anjou die geliehenen Geldsummen nicht zurückzahlen konnte, hätte er Heinrich den Titel „König von Sardinien“ verleihen müssen. Er brach indes sein Ehrenwort.

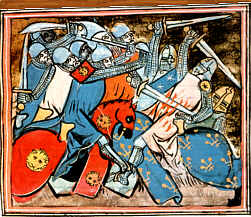
Schlacht von Tagliacozzo

Als Karls Todfeind Konradin von Hohenstaufen, der ebenfalls ein Cousin Heinrichs war, im Jahr 1268 als rechtmäßiger Erbe Siziliens in Italien einmarschierte, empfing ihn der Senator in Rom in allen Ehren und verband sich mit ihm, zusammen mit einem Heer von ghibelinischen Anhängern aus vielen Städten Italiens. Heinrich war einer der maßgeblichen Anführer von Konradins Heer in der Schlacht bei Tagliacozzo. Nach der Niederlage floh er in den Konvent von San Salvatore, wo er von den Angevinen gefangen genommen wurde. Er verbrachte die folgenden 23 Jahre in Gefangenschaft in Neapel (Canosa di Puglia und Castel del Monte). Im Jahr 1272 machten seine Halbschwester Eleonore von Kastilien und ihr Ehemann König Eduard I., die vom Kreuzzug in Tunis heimkehrten, Zwischenstopp in Sizilien. Eleonore von Kastilien versuchte, ihren Halbbruder zu befreien, doch sie war nicht erfolgreich. Sie blieb aber bis zu ihrem Tod mit ihm in Verbindung.
Eleonore von Kastilien und Karl I. von Anjou starben vor Heinrichs Freilassung im Jahr 1291. Er ging dann nach Tunis zum Emir und Kalifen Abou Hafs, mit dem er Jahrzehnte zuvor Miliana in Algerien erobert hatte. Er kehrte 1294 als Botschafter von Tunis nach Aragonien und später nach Kastilien zurück, wo er zum Regenten für seinen Großneffen, König Ferdinand IV., bestellt wurde. Seine letzte Schlacht kämpfte er im Jahr 1295 gegen das Emirat von Granada. Er starb im Jahr 1304.

## Ehe und Nachkommen
Heinrich heiratete eine Dame aus dem Haus Lara, hatte aber wahrscheinlich keine Kinder mit ihr. Aus einer Liebesbeziehung in seiner Jugend mit einer Frau des Adels namens Mayor Rodriguez Pecha hat er Nachkommenschaft. Ein Enkel war Enrique Henríquez de Sevilla, hoher Beamter unter König Alfons XI. von Kastilien. Die Lebensgeschichte von Heinrich von Kastilien, seine Fähigkeiten als Dichter, seine Kriegserfahrungen in England und am Mittelmeer, und zeitliche Übereinstimmungen gaben Anlass, ihn als den ursprünglichen Autor der berühmten Rittererzählung Amadis de Gaula, die um das Jahr 1300 entstand, anzunehmen. Diese Hypothese wird von dem Militärhistoriker und Shakespeare-Übersetzer Santiago Sevilla in einer Reihe von Schriften vertreten.